# Arszk
Arszk (oroszul: Арск, tatár nyelven Арча) város Oroszországban, Tatárföldön, az Arszki járás székhelye.
Népessége: 18 114 fő (a 2010. évi népszámláláskor).

## Elhelyezkedése
Kazanytól 65 km-re északkeletre, a Kazanka (a Volga mellékfolyója) partján helyezkedik el, a Kazany–Malmizs közötti főút mentén.  Vasútállomás a Kazany–Jekatyerinburg vasúti fővonal Kazany–Agriz közötti szakaszán.

## Története
- A 12. századi arab utazó, Abu Hámid al-Garnáti leírásában említi Arú tartományt, mely a Volgai Bolgárországnak adózott. Klima László a terület történetéről ezt írja: „Arú minden bizonnyal azonos az orosz krónikák Arföldjével, amelynek központja a Kazanytól 52 km-re északra található Arszk városa. Arföld a déli votjákok (udmurtok) területe volt. Az ar népnév a csuvasból származik, a szó 'votják', 'ember' jelentésű.” Ez a déli votják terület az 1230-as években tatár fennhatóság alá, később a Kazanyi Kánság fennhatósága alá került. Arszk a kánság egyik kisebb fejedelemségének központja volt. 1545–1552-ben, a kánság elleni orosz hadjárat idején „Kazany védelmében az arszki votják fejedelmeknek is hadba kellett lépni. Zaklatták az orosz sereget, amelynek vezetői ellenlépésre szánták el magukat. 1552 szeptemberében (…) kétnapos ostrommal bevették Arszk várát. 5000 embert ejtettek foglyul…”, a vezetőket kegyetlenül kivégezték. [Kazanyt 1552. október 2-án foglalták el az oroszok.] A következő hónapokban és években kitört lázadásokat leverték, Arszkból és környékéről a votjákok eltűntek.[3]

- Más vélemények szerint azonban a város tatár neve (Арча) nem az аr (cirill betűkkel: aр) népnévből származik, hanem a 'hát, hátsó' jelentésű türk art (cirill betűkkel: арт) szóból, a türk -ча képző hozzáadásával keletkezett. Arszk vára északkelet felől valóban Kazany hátát védte, mögöttes terület volt. Ugyancsak vitatják, hogy a korai Arszk vára éppen az udmurtok erőssége lett volna (és hogy a későbbi arszki fejedelmek tisztán udmurtok voltak), hiszen az egykori lakosság etnikai összetételéről nincsenek megbízható adatok.[4]

- Egy összefoglaló igényű orosz leírás szerint: Arszkot volgai bolgár erődként alapították feltehetően a 12–13. században, a türk és finnugor népek érintkezésének körzetében. A mai város központjában található régészeti emlékhelyről (Arszkoje gorogyiscse) a Volgai Bolgárország (10–11. század) és az Arany Horda korából való tárgyak, érmék, kerámiák kerültek elő.

Arszkot már egy 1278-ban kelt orosz szöveg is említi, de ezt orosz tudósok nem tartják megbízhatónak. Orosz évkönyvek a települést 1496–1497-ben említik először. Arföldet (Арская земля) ennél korábban, 1379-ben. Egy további teória Arszk 10–11. századi keletkezését a Vjatka, a Csepca és a Kazanka folyó völgyének állítólagos „bolgár–csuvas” betelepülésével hozza kapcsolatba. Eszerint a település kezdetben csuvas város volt, melynek lakosságát később a tatár népesség asszimilálta.
A felégetett korábbi vár helyén 1555-ben vagy 1606-ban orosz erődítmény létesült. 1781-ben városi rangot kapott és attól kezdve 1796-ig ujezd székhelye is volt. 1920–1930 között kanton székhelye volt, de közben, 1926-ban visszaminősítették faluvá. 1930-ban járási székhely, 1938-ban városi jellegű település, majd 2008-ban ismét város lett. 
Korunkban a város területén kisebb könnyűipari és élelmiszeripari vállalkozások tevékenykednek, mechanikai és javítóüzem, fafeldolgozó üzem, építőanyagipari üzem működik.
1995-ben a városban irodalmi és művészeti múzeum nyílt, mely a helyi alkotók életművének megőrzését tűzte ki célul. 2009-ben nyitották meg a történeti és néprajzi múzeumot, mely az Arszkra és vidékére vonatkozó emlékeket gyűjti és mutatja be. 

## Népessége
| Év   | Népesség |
| ---- | -------- |
| 1920 | 1420     |
| 1926 | 2250     |
| 1940 | 5220     |
| 1959 | 7519     |
| 1970 | 9329     |
| 1979 | 11 376   |
| 1989 | 13 938   |
| 2002 | 17 211   |
| 2010 | 18 114   |